# Paul Hayek
Paul Hayek byl rakouský podnikatel v pivovarnictví a politik německé národnosti z Moravy; poslanec Moravského zemského sněmu.

## Biografie
Byl židovského původu, ale konvertoval ke katolické víře. Byl spolumajitelem pivovaru na Starém Brně. Rodina Hayeků patřila k významným podnikatelům v brněnském pivovarnictví, například Hermann Karl Hayek (1840–1915) nebo Sigmund Adolf Hayek (1849–1920). Založili do současnosti fungující pivovar Starobrno. Paul Hayek působil jako účetní v starobrněnském pivovaru, též jako bankéř a zemský poslanec. Byl též obecním radním v Brně. Roku 1914 se podílel na ustavení Svazu Němců Moravy (Bund der Deutschen in Mähren).
Koncem 19. století se zapojil i do vysoké politiky. V zemských volbách v roce 1896 byl zvolen na Moravský zemský sněm, za kurii městskou, obvod Brno (IV. okres). Mandát zde obhájil v zemských volbách v roce 1902. V roce 1896 se uvádí jako německý liberální kandidát (tzv. Německá pokroková strana navazující na ústavověrný politický proud s liberální a centralistickou orientací). Stejně tak ve volbách roku 1902.